# 柔法徹化拳
柔法徹化拳（じゅうほうとうかけん）とは鳥居隆篤が、日本柔術全体の弱点は突きや蹴りであるという欠点から、これを克服するため”やわら”の原理原則をもって編み出した掌法を含めた拳法の流派である。

## 概要
太平洋戦争後、日本独自の剛と柔を兼ね備えた武拳として開発され、後に、”やわら”の原理原則、柳に風、土塀に釘、泥沼にもがきなどの”やわら”の諺と氣の攻防陣法から創始された医術を基本とした攻防一挙動の撃破拳法である。特徴は歩法を主として、内功を高め剛柔を巧みに使い攻防に即応する浮力感を用いた独自の技法にある。

### 稽古法
稽古法は、筋肉の相違から個々に合った動き方（軌道）を重視して術と技を効率よく用いる稽古法である。柔法徹化拳の技は「型」にとらわれず、ぐにゃぐにゃの身体と感性を基本とした指１本１本から全身に至るまでを使用する身体用法が特徴である。例えば、相手が手首を握ってきたときの対処法。握り方は人によってそれぞれ違う。親指の方に力を入れて握る者、逆に小指の方に力を入れて握る者、あるいは全体で握る者など、さまざまである。掌法も拳法も相手の攻撃に合わせて技を掛けるという感覚的な武術が柔法武技である。
つまり攻撃に対して自由自在に対処できる感性を養うことが柔法技法の稽古法である。

### 技法
技法には身体を自在に変幻させる重・太・固・伸・隆から発し、剛の徹しの術、柔徹しの術、粘着、離れ関節技法、触れ関節技法、反射殺し、また、内功を基盤にした爆撓拳、撓法拳等の技法がある。
- 柔の徹しの術とは身体に感覚を与えないで徹して崩したり、制したりする。
- 剛の徹しの術とは身体の表面から抵抗感を与えて徹して激痛を与える
- 重とは身体を重くしたり軽くしたりする。
- 太とは敵が握る箇所を太くしたり細くしたりして身体を変幻させる。
- 固とは接触面を硬くしたり柔らかくしたりして剛柔の特性を引き出す。
- 伸とは掴まれた箇所を伸ばしたり縮めたりして虚実の技法を使う。
- 隆とは接触面を隆起させたりへこませたりする技法。